# レプティリアンによる陰謀説
レプティリアンによる陰謀説とは、レプティリアン（ヒト型爬虫類）と呼ばれる異星人が、姿を変えて人間社会の特権階級に紛れ込み、人類を支配しているという陰謀説である。 レプティリアンという存在自体も含め、この陰謀説を有名にしたのはイギリスの作家（時に陰謀論者ともいわれる）デイビッド・アイクである。人間に変身したレプティリアン型のエイリアンが、政治的な力を獲得して、人間社会ひいては地球を操っているというのはまさにアイクが論じ始めたことである。さらにアイクはことあるごとに、世界各国の指導者の多くはレプティリアンである（またはレプティリアンに操られている）とも主張している。

## 起源
シラキュース大学で政治学を教えるマイケル・バークンは、このレプティリアンによる陰謀論の起源を、英雄コナンの作者であるロバート・E・ハワードが書いた『影の王国』(1929年、ウィアード・テイルズ誌に掲載）に求めている。この小説のストーリーは、 「ロスト・ワールド」であるアトランティスとレムリアをめぐる神智学的な思想に基づいている。とりわけ1888年に書かれたヘレナ・P・ブラヴァツキーによる『シークレット・ドクトリン』の影響は大きく、「かつてレムリアという大陸を支配していた強大な種族である『ドラゴンマン』(dragon-men)」のアイデアがその根底にある。
ハワードによって描かれた「ヘビ人間」は、人間に自在に変化でき、地下孔をねぐらとして、人間界に紛れ込んではマインドコントロールをかける異能のヒューマノイドであった。クラーク・アシュトン・スミスも自分の作品のなかでハワードの「ヘビ人間」のアイデアとハワード・フィリップス・ラヴクラフトのテーマを取り入れている。 クトゥルフ神話の基礎を築いたのは、その意味ではスミスとハワード（そしてもちろんラブクラフトも）ということもできる　
1940年代には、モーリス・ドリールが「ystf the Gobi」と題したパンフレットを出している。このパンフレットに登場する「ヘビ族」(serpent race)を「身体は人間だが...頭は...大蛇のよう」であり、人間の形態もとることのできる能力がある。ドリールは『エメラルド・タブレット』という詩も書いており、その中にもこの種族が登場する。詩のタイトルに使われているエメラルド・タブレットは「Thoth, an Atlantean Priest king」にあてて書かれたものとして作中で言及されている。マイケル・バークンは、「ほぼ確実に」ドリールのアイデアは『影の王国』から来ており、ある意味でドリールの『エメラルド・タブレット』はデイビッド・アイクの『マトリックスの子供たち』の下敷きになっている、と主張している。
歴史研究者のエドワード・ギモントは、レプティリアンの陰謀論がアフリカの植民地時代に広まっていた偽史的な伝承（典型的にはグレート・ジンバブエやモケーレ・ムベンベ）からきているという説をとなえている。

## エイリアン・アブダクション
エイリアンに誘拐されたと証言する人間が時としてレプティリアンのような生物とコンタクトしたと語ることがある。最も初期の例では、ネブラスカ州アッシュランドの警察官ハーバート・シルマーである。彼は催眠術にかけられたうえで、1967年にUFOにのせられた時の体験を回想しているが、このシルマーをUFOにのせたのは左胸に「かすかにレプティリアンを」思わせるヒューマノイドだったという。一方で懐疑論者は、この誘拐事件をシルマーの狂言であるとみなしている。

## デイビッド・アイク
レプティリアンに関する陰謀論をテーマにした初めての書籍である『大いなる秘密』を1999年に出版したイギリスの陰謀論者デイビッド・アイクによれば、りゅう座アルファ星の星系から来た、長身で、血をすすり、自在に姿をかえるレプティリアン型のヒューマノイドは、地下に拠点をかまえてすでに地球に潜んでおり、世界中の陰謀の背後にいる一大勢力となっている。そしてアイクによれば、メロヴィング朝、ロスチャイルド家、イギリス王室、ブッシュ家、日本の天皇家など過去そして現在の世界を支配する勢力はレプティリアンに何らかの関係がある。アイクの陰謀論は47の国に支持者がおり、彼自身、6,000人もの聴衆を前に講演を行ったこともある。
アメリカの作家ヴィッキー・サンティリャーナは、アイクの陰謀論を世界で最も人気のある陰謀論ベスト１０に数えている。2013年に世論調査会社パブリック・ポリシー・ポーリングがアメリカで実施した調査では、登録済回答者(registered voters)の4パーセント (±2.8%) がアイクの説を信じているという結果が示されている。

## 太田竜
「太田竜」も参照
日本の革命思想家である太田竜（1930-2009）は、アイクの著作を邦訳するなどして、日本にレプティリアン陰謀論を導入した代表的な人物である。かつてトロツキストであった太田は、60年代後半にアナキスト的な「辺境」革命論の立場から、在日朝鮮人、アイヌ問題、沖縄問題、エコロジー運動へ積極的に取り組んでいった後、「日本原住民論」という偽史運動を進め、90年代以降にユダヤ陰謀論や、レプティリアン陰謀論を主張し始め、最終的に「日本民族」の優秀性と独自性を説く極右的主張に行きついた。
アイクと太田のレプティリアン陰謀論における主張の違いとしては、天皇制に対する立場の違いを見出すことが出来る。世界の支配層を見出すアイクは、日本の「ミカド」をレプティリアンと見做すが、天皇制を擁護する太田は『大いなる秘密』の邦訳において、「根拠が示されておらず疑問がある」として、天皇をレプティリアンと見做すアイクの主張を退けている。

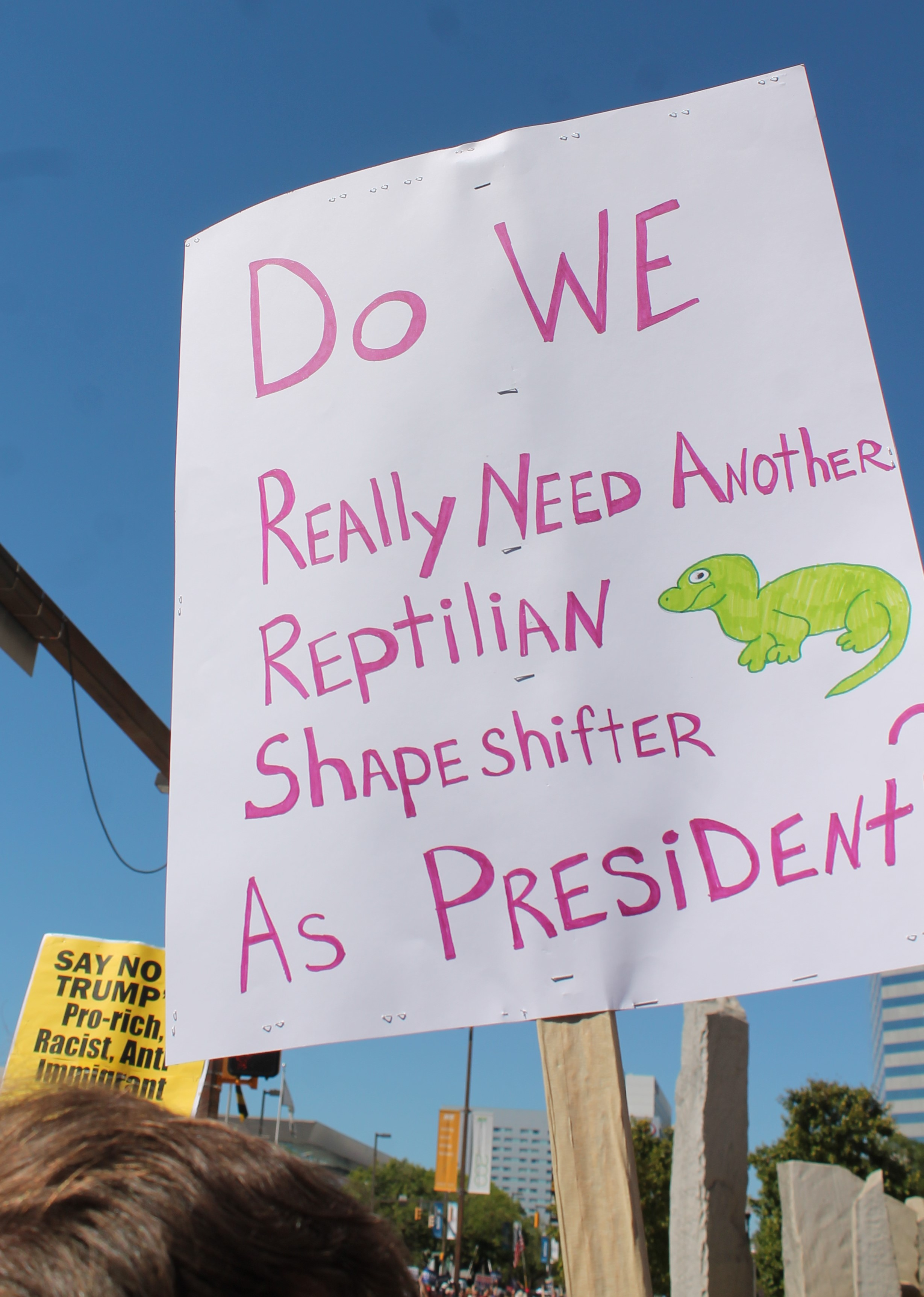
大統領役のレプティリアンの交替を求める抗議プラカード

## 政治
2003年9月のカナダにおける地方選中に、オンタリオ進歩保守党が公開したプレスリリースでは、当時野党であったオンタリオ自由党の党首ダルトン・マッギンディーを揶揄して「Evil reptilian kitten-eater from another planet」という蔑称が使われたことがある。
2008年のアメリカ上院選では、ミネソタ州を舞台にコメディアンのアル・フランケンと現職議員のノーム・コールマンが僅差で議席を争ったが、アル・フランケンに投じられた票の「ライト・イン候補者」（チェックをいれる投票者の名が票になくとも自由に名前を書き込める）の欄に、「ワニ人間」(Lizard People)と書かれた票があり、フランケンに対する多重投票として無効になったことがある 。後にこの票を冗談で投じたことを明かしたルーカス・ダベンポートは「あなたがワニ人間に関する陰謀論を聞いたことがあるかどうかは知らないけどね。〔あの票は〕私の友人。 候補者たちが気にくわなかったので、はじめは「革命」と書く予定で、これは気がきいていてうまいと思っていた。けれど『ワニ人間』のほうがもっと面白いとなったんだ」。
2011年2月に放送されたラジオ番組「オピー・アンド・アンソニー」では、コメディアンのルイ・C・Kがゲストのドナルド・ラムズフェルドに対して、ラムズフェルドやディック・チェイニーは喜んで人の肉の味わうワニ人間ではないかと冗談で聞く場面が何度もあった。ラムズフェルドがはっきりと否定しなかったのをおもしろがったルイは、人類に対する（潜在的な）罪の意識の現れだとさらに追求した。おそらくワニ人間たちはこの質問に対して嘘がつけず、ワニかどうか聞かれても答えたり肯定することはできないのだ、というのがルイの考察である。
2013年3月、当時アメリカ大統領のバラク・オバマのスピーチを護衛するセキュリティの１人が、レプティリアン型のヒューマノイドではないかとWIRED (雑誌)の記事で取り上げられて注目を浴びた。 国家安全保障会議の主席報道官であるケイトリン・ヘイデンはこの件にユーモアをまじえた次のようなコメントを残している。「大統領をエイリアンかロボットで護衛するというご懸念の計画は、シークエスター〔予算の強制削減措置〕で予算が削られるかして無かったことになる可能性が高いでしょうね」。

## 信条、宗教
いわゆるQアノンの支持者には、反ユダヤ主義の陰謀論で共有されている要素を含むレプティリアンによる陰謀説からアイデアを借用しているものもいる。
日本の宗教法人「幸福の科学」の総裁である大川隆法は『レプタリアンの逆襲』などの著作を出版しており、獰猛でありながら高度な科学技術も持つレプティリアンが地球征服を企んでいると論じている。
反ワクチン団体の神真都Qは、警察は「爬虫類型宇宙人（悪い宇宙人）」であり、「ゴムマスクで人間に化けているので、松脂で退治できる」とし、警察を呼ばれたときに松脂を差し出したことがある。
2022年後半から、昆虫食陰謀論において「世界の支配層は爬虫類人間なので、虫を食料にすることを発想する。地球温暖化も、虫を食べさせようとするための嘘。ロスチャイルド家が国際連合食糧農業機関（FAO）を操っている」という陰謀論が流れた。昆虫食愛好家たちは、「それが事実なら、昆虫食は特権階級の支配層が独占し、あえて『ほ乳類人間』に食わせてやるほうが不自然では？」と指摘していた。